# Barichneumon marginoscutellaris
Barichneumon marginoscutellaris là một loài tò vò trong họ Ichneumonidae.